# تاباتا امرال
تاباتا امرال (انگلیسی: Tabata Amaral؛ زادهٔ ۱۴ نوامبر ۱۹۹۳) سیاست‌مدار اهل برزیل است.
وی همچنین برندهٔ جوایزی همچون ۱۰۰ زن بی‌بی‌سی شده‌است.